# Baywatch (film)
Baywatch este un film american de acțiune și comedie din 2017 regizat de Seth Gordon. Este bazat pe serialul de televiziune cu același nume. Este scris de Mark Swift și Damian Shannon, cu actorii pe Dwayne Johnson, Zac Efron, Alexandra Daddario, Kelly Rohrbach, Jon Bass, Ilfenesh Hadera și Priyanka Chopra în rolurile principale. 
Filmările au început la 22 februarie 2016, în Florida și Savannah, Georgia. Filmul a fost lansat în Statele Unite ale Americii la 25 mai 2017 de studioul Paramount Pictures și a avut încasări de 86 milioane dolari în întreaga lume.

## Distribuție
- Dwayne Johnson - Locotenentul Mitch Buchannon
- Zac Efron - Matt Brody
- Priyanka Chopra - Victoria Leeds
- Alexandra Daddario - Summer Quinn
- Jon Bass - Ronnie Greenbaum
- Kelly Rohrbach - C. J. Parker
- Ilfenesh Hadera - Stephanie Holden
- Yahya Abdul-Mateen II - Sergentul Garner Ellerbee
- Rob Huebel - Căpitanul Thorpe
- Hannibal Buress - Dave, The Tech
- Oscar Nunez - Consilierul Rodriguez
- Amin Joseph - Frankie
- Jack Kesy - Leon
- Belinda Peregrín - Carmen
- Pamela Anderson - Căpitanul Casey Jean Parker[7][8]
- David Hasselhoff - Mentorul